# جيري سميث (كرة سلة)
جيري سميث (بالإنجليزية: Jerry Smith)‏ مواليد 26 سبتمبر 1987 في واواتوزا، هو لاعب كرة سلة أمريكي. بدأ مسيرته الاحترافية في سنة 2010. يلعب مع فريق سامسون سبور. يحمل الرقم 6. يبلغ طوله 6 قدم 2 بوصة (1.9 م).

## المسيرة الاحترافية
لعب مع بروكلين نتس في سنة 2012، ثم لعب مع بالاكانسترو كانتو في الدوري الإيطالي في موسم 2012–2013، ثم لعب مع إسبارن بريمرهافن في الدوري الألماني في موسم 2015–2016، ثم لعب مع سامسون سبور في سنة 2016.

## روابط خارجية
- جيري سميث على موقع الدوري الأوروبي لكرة السلة (الإنجليزية)
- جيري سميث على موقع إن بي أي (الإنجليزية)
- جيري سميث على موقع سبورتس رفرنس (الإنجليزية)
- جيري سميث على موقع كرة السلة الأوروبية.كوم (الإنجليزية)
- جيري سميث على موقع كلية كرة السلة في سبورتس رفرنس.كوم (الإنجليزية)
- جيري سميث على موقع ريلجم (الإنجليزية)
- جيري سميث على موقع بروبوليرز (الإنجليزية)
- جيري سميث على موقع سبورتس رفرنس (الإنجليزية)
- جيري سميث على موقع سبورتس رفرنس (الإنجليزية)